# Lesquielles-Saint-Germain
 Lesquielles-Saint-Germain  là một xã ở tỉnh Aisne, vùng Hauts-de-France thuộc miền bắc nước Pháp.